# انحياز للنتيجة
الانحياز للنتيجة هو خطأ يحدث عند تقييم جودة القرار المأخوذ عندما تكون نتيجة ذلك القرار معروفة بالفعل. يحدث تأثير النتيجة بشكل خاص عندما يشكل نفس السلوك إدانة أخلاقية أكبر عندما تكون النتيجة سيئة وليست جيدة، وذلك بغض النظر إذا كانت النتيجة قد حُددت بالصدفة أم لا.
يتشابه انحياز النتيجة وانحياز الإدراك المتأخر ويختلفتان بشكل ملحوظ أيضًا. يركز انحياز الإدراك المتأخر على تشويش الذاكرة لصالح الفاعل بينما يركز انحياز النتيجة بشكل محدد على ترجيح النتيجة السابقة بشكل أكبر من الأجزاء الأخرى من المعلومات في تقرير ما إذا كان القرار السابق صحيحًا أم لا.

## نظرة عامة
سيحكم الفرد غالبًا على قرار سابق من خلال نتائجه النهائية بدلاً من الاعتماد على جودة القرار أثناء اتخاذه وذلك بالنظر إلى ما كان معروفًا في ذلك الوقت. يُعتبر هذا خطأ لأنه لا يوجد صانع قرار على الإطلاق يعرف ما إذا كانت المخاطر المحسوبة ستكون محفّزة للأفضل أم لا. غالبًا ما تُحدد النتيجة الفعلية للقرار بالصدفة مع بعض المخاطر التي يمكن حلّها أو لا يمكن. يبدو أن الأفراد الذين تتأثر أحكامهم بالانحياز للنتائج يحمّلون المسؤولية على صناع القرار عندما تقتصر النتائج على تلك الخارجة عن إرادتهم.
قدم كل من بارون وهيرشي بعض الأشخاص الخاضعين للدراسة مع المواقف الافتراضية من أجل الاختبار في عام 1988. تتعلق أحد الأمثلة على ذلك بالجراح الذي يخاطر في إجراء جراحة على أحد المرضى حيث كان للجراحة احتمال معقول للنجاح. تكون النتيجة في حالة الطبيب إما بقاء المريض على قيد الحياة أو موته، ويُقدّم الخاضعين للدراسة إما بنتيجة جيدة أو سيئة حيث طُلب منهم تقييم جودة قرار الجراح قبل العملية. قُيِّم الأشخاص الذين يمثلون النتائج السيئة بأنهم أسوأ من أولئك الذين يمثلون النتائج الجيدة. يُعد المثل «الغايات تبرر الوسيلة» من الأقوال المأثورة التي تُستخدم للتعبير عن تأثير النتيجة عندما تكون هذه النتيجة مرغوبة.
يُعرف السبب الذي يجعل الفرد يرتكب هذا الخطأ بأنه سيبدأ بربط المعلومات الذي يعرفها حاليًا بوقت تقييمه لقرار سابق. يتجنب الفرد تأثير انحياز النتائج عن طريق تقرير تقييم القرار بعد تجاهله للمعلومات التي جمعها بعد كشف الحقيقة والتركيز على ماهية الإجابة الصحيحة الحالية أو السابقة أثناء اتخاذ القرار.